# 楊守敬

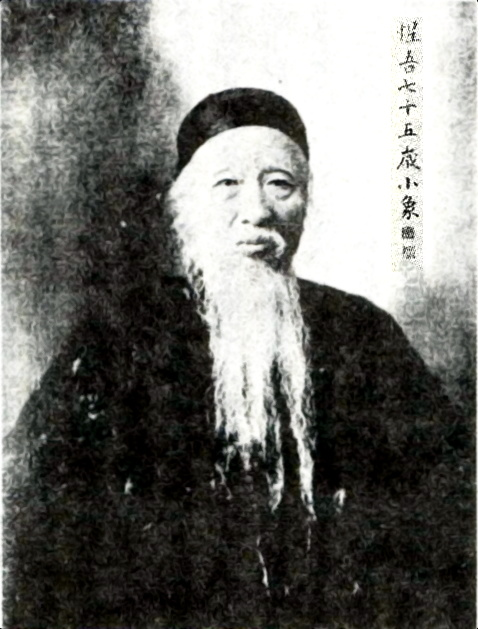
楊守敬

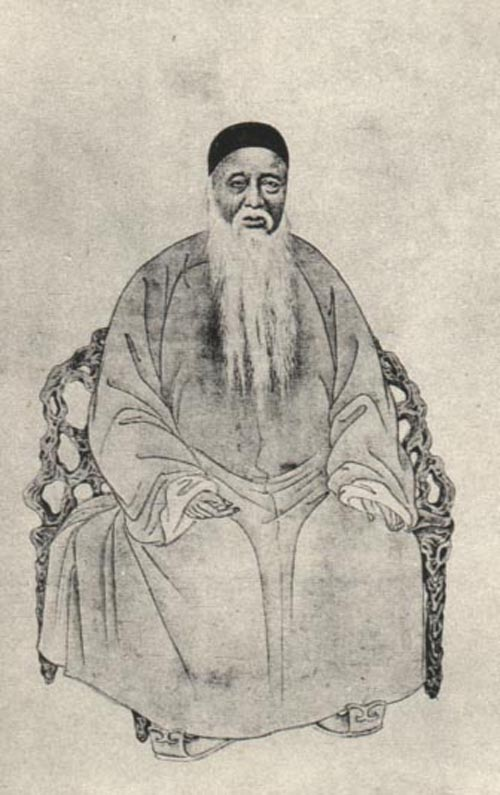
楊守敬の肖像画（『清代学者象伝』）

楊 守敬（よう しゅけい、拼音: Yáng Shǒujìng、1839年5月27日（道光19年4月15日） - 1915年1月9日）は、清末の学者・蔵書家・文人。字は惺吾、号は隣蘇。

## 人物
湖北省荊州府宜都県陸城出身。1862年に挙人となり、1865年には景山宮学教習となった。金石学に通じていたが、後に駐日公使の何如璋の随員となって来日。日本では中国国内ですでに逸文となっていた古典籍（佚存書）を収集した。日本の古典籍も収集していて、中でも将門記の真福寺本とは別系統の写本から書写された楊守敬旧蔵本が知られている。日本での購書ぶりは凄まじく、島田翰によれば街じゅうの書店が空になるほどだったという。帰国後は勤成学堂の総教長を務めた。隣蘇園を築き、多くの蔵書を所有した。
欧陽詢の書風を受け継いだ能書家としても知られ、晩年は上海に寓居し、書を売って生計をたてた。また日下部鳴鶴や中林梧竹などの能書家とも親交があった。

## 著書
- 『歴代輿地図』
- 『水経注図』
- 『水経注疏』
- 『隋書地理誌考証』
- 『寰宇貞石図』
- 『日本訪書志』
- 『平碑記』
- 『平帖記』
- 『学書邇言』
- 『楷法溯源』